# Cause dell'autismo
Le varie forme di autismo vengono anche chiamate "sindromi autistiche" e definite sulla base di determinati comportamenti
. 
È impensabile che l'eziologia sia comune, perché le cause già note sono molto diverse e ogni situazione genetica, anche se ben determinata, può avere dei risultati diversi da individuo a individuo. 
Come molti altri disturbi del neurosviluppo è pretenzioso cercare di collegare univocamente causa ed effetto. Si dovrebbero sottoporre i casi di comportamenti anomali gravi agli esami genetici oggi disponibili per conoscere la causa di ciascuno. Ad oggi sono stati trovati molti geni che da soli possono causare autismo, e in questi casi si può dire che quel gene è causa di quella forma di autismo in quella persona. Oggi sono meno del 30% i casi di autismo di cui sono note le cause genetiche , tutte rare o ultrarare,
alcune trasmissibili e molte de novo. I riconoscimenti delle cause genetiche potrebbero essere molti di più se le indagini genetiche disponibili venissero eseguite su molti casi. A complicare la ricerca eziologica si deve aggiungere che dalle ricerche in corso  emergono fattori ambientali (cause chimiche, fisiche, microbiche)  che interagiscono con le predisposizioni costituzionali.
Vista la difficoltà di chiarire con certezza i reali processi causali (eziologici e patogenetici) dell'autismo, sono state a volte proposte anche ipotesi estremamente eterogenee e scientificamente infondate, come ad esempio la vecchia e ampiamente smentita credenza che i vaccini potessero avere un ruolo in merito, tesi che si è dimostrata essere del tutto priva di fondamento.
L'autismo riguarda alcune diversità neurologiche nello sviluppo del cervello e del comportamento, sintomi che appaiono prima che il bambino abbia compiuto i tre anni e che hanno un decorso sostanzialmente stabile nel tempo. È caratterizzato da problemi nell'interazione con gli altri e nella comunicazione in generale, oltre a portare il bambino ad assumere un comportamento chiuso e percepito come "meccanico"; tali caratteristiche sono indipendenti da ogni tipo di deficit neurologico evidente.
La sindrome fa parte di una grande famiglia, i Disturbi dello spettro autistico (ASD) o Disturbo pervasivo dello sviluppo (PDD), famiglia che comprende più sindromi diverse, come la sindrome di Asperger e la PDD-NOS. Questa voce utilizza il termine autismo per indicare il disturbo autistico più comune e la sigla ASD per indicare l'intera famiglia dei disturbi dello spettro autistico.
Come già detto in precedenza, le cause dell'autismo sono ancora per lo più sconosciute. Per molto tempo si è pensato che ci fosse una causa comune a livello genetico, cognitivo e neurologico per tutti i ceppi autistici. In realtà, i ricercatori sono sempre più convinti del fatto che non esista un'unica causa, ma un insieme di disturbi con cause differenti. In altre parole, tra i sintomi comuni dell'autismo sono state evidenziate delle disfunzioni cerebrali completamente differenti tra loro, esattamente come accade nel ritardo mentale, in cui sono coinvolti problemi cerebrali estremamente diversi tra loro. Nonostante si pensi che queste differenti cause spesso coesistano tra loro, si è anche pensato che tale collegamento possa essere esagerato. Il numero di persone autistiche diagnosticate è aumentato significativamente a partire dagli anni Ottanta, anche se in parte questo dato epidemiologico sarebbe dovuto ai cambiamenti nelle pratiche diagnostiche (per cui, essendosi maggiormente diffusa la conoscenza del disturbo, si pone più frequentemente la diagnosi, laddove prima molti casi venivano sottovalutati o non diagnosticati correttamente); non si sa se sia aumentata anche la prevalenza reale del disturbo. Un aumento nella prevalenza reale potrebbe suggerire di dirigere una maggiore attenzione della ricerca anche nei confronti dei cambiamenti del contesto ambientale e sociale.
I ricercatori sono però d'accordo all'unanimità che siano i fattori genetici a essere prevalenti nella ricerca delle cause. I fattori ambientali sono stati ipotizzati contribuire all'autismo, o di aggravare i suoi sintomi. Insieme a tali fattori, ne sono stati ipotizzati alcuni che è stato creduto, spesso erroneamente, che potrebbero avere ruolo causale di tale sindrome: alcuni cibi, i metalli pesanti, le infezioni causate dalle malattie, i solventi, lo scarico dei gas, i fitofarmaci, l'alcool, il fumo, la droga e, infine, in una vecchia teoria ormai screditata, i vaccini. Tra tutti questi fattori, i vaccini sono quelli che hanno attirato maggiormente l'attenzione dell'opinione pubblica, per via dell'errata associazione mentale che i genitori potevano a volte fare: poiché i sintomi dell'autismo si sviluppano nella stessa età in cui solitamente i bambini vengono vaccinati, i genitori potevano trarre l'errata inferenza che, essendo emersi i sintomi dopo la vaccinazione, la stessa potesse esserne la causa, anche se non vi era alcuna causazione diretta (è la nota fallacia logica del "Post hoc ergo propter hoc"). In ogni caso, verifiche scientifiche schiaccianti hanno dimostrato del tutto infondata questa vecchia ipotesi, cancellando del tutto l'idea che ci possa essere un qualunque collegamento tra vaccinazioni e autismo.

## Genetica
I fattori genetici sono le cause più significative dei disturbi dello spettro autistico. Studi recenti hanno evidenziato che, in casi particolari e con una definizione ristretta di autismo, i gemelli avrebbero un'ereditabilità del disturbo di oltre il 90%. Molti gemelli non-autistici hanno problemi nel linguaggio o nella socializzazione.
La genetica dell'autismo è complessa e ancora poco conosciuta.
Esistono diverse ipotesi al riguardo: è possibile che sia soltanto un gene a essere implicato, che siano coinvolti più geni diversi tra loro, oppure ancora che i geni coinvolti possano interagire in maniera complessa tra di loro o con fattori ambientali. Sono stati localizzati diversi possibili geni responsabili, ma per la maggior parte di essi non sono state identificate le mutazioni genetiche specifiche che aumentano il rischio di autismo.
Una parte significativa dell'autismo può essere estremamente ereditabile, ma non direttamente ereditaria: ovvero, la mutazione genica che causa l'autismo nei figli non è presente nel genoma dei genitori.
Una delle ipotesi proposte è che l'autismo sia in un certo senso diametralmente opposto alla schizofrenia, e che l'autismo riguardi gli effetti moltiplicati attraverso l'imprinting genomico dei geni paterni che regolano l'eccessivo sviluppo del cervello, mentre la schizofrenia coinvolge i geni materni che regolano il sottosviluppo del cervello.
Nonostante l'ereditabilità dell'autismo spieghi la maggior parte dei fattori di rischio di sviluppo della sindrome, continua a non spiegarli tutti. Un'ipotesi comune è che l'autismo sia causato dall'interazione di una predisposizione genetica con un problema a livello ambientale. Sono state proposte molte teorie basate sui fattori ambientali per cercare di trovare una causa anche ai rischi restanti. Alcune di queste teorie si concentrano sui fattori ambientali prenatali, come fattori che causano le malformazioni alla nascita; altre si concentrano sull'ambiente in seguito alla nascita, come ad esempio le diete infantili.
I fattori di rischio dell'autismo comprendono alcune caratteristiche dei genitori, come l'età avanzata della madre o del padre. Il rischio è maggiore se l'età avanzata riguarda il padre.
Una delle ipotesi è che tutto ciò sia causato dall'aberrazione cromosomica dello sperma, che secondo tali modelli avrebbe subito il peso di diverse mutazioni col decorrere dell'età del padre; un'altra è che gli uomini portatori di una certa tendenza genetica possiedano alcune caratteristiche dell'autismo e che, una volta genitori, la trasmettano ai propri bambini. Queste due ipotesi, per le quali non vi sono ancora evidenze scientifiche di supporto, non si escludono a vicenda.

### Studi su animali
Per dimostrare la possibile natura genetica alcuni ricercatori cinesi hanno creato in laboratorio i primi esseri viventi non umani autistici. Lo studio che risale al 2016 è stato effettuato su scimmie appartenenti alla specie Macaca fascicularis (macaco cinomolgo). Lo studio, intitolato Autism-like behaviours and germline transmission in transgenic monkeys overexpressing MeCP2, è stato pubblicato su Nature, dove sono presenti anche alcuni video delle scimmie stesse che mostrano gli effetti della sperimentazione animale
Modificando un gene specifico i ricercatori cinesi sono riusciti a innescare la sindrome di Kanner in esseri viventi non umani.
Si tratta del gene MECP2, la cui mutazione è stata riscontrata nel 90% dei pazienti con sindrome di Rett, una malattia neurologica che ha sintomi simili a quelli tipici dell'autismo. Trapiantando questa mutazione genetica in un gruppo di scimmie, i ricercatori hanno potuto osservare alcune modifiche importanti nei soggetti malati che si comportavano diversamente rispetto a quelli sani appartenenti al gruppo di controllo.
Tra i sintomi tipici dell'autismo riportati dalle scimmie si segnalano: movimenti ripetitivi, come girare su se stesse all'interno della gabbia metallica in cui sono state rinchiuse, comportamenti asociali nei confronti di altre scimmie con le quali invece si relazionavano prima dell'esperimento.
I ricercatori hanno scoperto che la mutazione del gene MECP2 è ereditaria. Attraverso l'utilizzo di tecniche di inseminazione artificiale, utilizzando sperma di individui mutati, hanno assistito alla nascita di nuove scimmie OGM autistiche. «I risultati ottenuti – concludono gli scienziati – indicano la fattibilità e l'affidabilità dell'utilizzare primati non umani modificati geneticamente al fine di studiare i disturbi legati al cervello». 

## Contesto prenatale
Il rischio di autismo è associato a diversi fattori di rischio prenatali, compresa l'età avanzata di entrambi i genitori oppure diabete, emorragie e l'uso di sostanze psicotrope da parte della madre durante la gravidanza. L'autismo è stato anche associato ad alcuni agenti dannosi che agiscono durante le prime otto settimane a partire dal concepimento, sebbene questi casi siano rari. Altri studi menzionano tra le cause: il fumo in gravidanza da parte della nonna materna, l'età del nonno paterno, l'età avanzata dei genitori, due gravidanze ravvicinate in meno di un anno, basso peso alla nascita, l'utilizzo di farmaci in gravidanza (tra cui l'acido valproico) ed esposizioni occupazionali ai pesticidi (come nelle serre).

### L'età dei genitori
Il rischio che un bambino sviluppi la sindrome autistica è associato all'età della madre e del padre al momento della nascita. Le ragioni biologiche di questo dato di fatto sono però sconosciute: alcune possibili spiegazioni comprendono l'aumento di complicazioni durante la gravidanza, l'autoimmunità materna, l'aumento del rischio di aberrazione cromosomica o di malattie da espansione di triplette (TRED) all'interno della cellula uovo; infine, imprinting e mutazioni spontanee. Dato che l'età del padre e della madre sono collegate tra loro, è possibile che sia soltanto l'età della madre, soltanto quella del padre oppure entrambe a contribuire all'aumento del rischio.

### Infezioni materne
Un'infezione virale prenatale è stata identificata come la principale causa non-genetica dell'autismo. L'esposizione prenatale alla rosolia o al citomegalovirus attiva la risposta immunitaria della madre e fa aumentare vertiginosamente il rischio di autismo. La sindrome congenita della rosolia è la causa ambientale più convincente. Tutto ciò che ha a che fare con le infezioni che colpiscono il sistema immunitario durante i primi mesi della gravidanza attacca lo sviluppo neurologico molto più delle infezioni che lo colpiscono negli ultimi mesi, non solo per quanto riguarda l'autismo, ma anche altri disturbi psicologici che si presume derivino dallo scorretto sviluppo neurologico, come ad esempio la schizofrenia.
La teoria degli anticorpi materni ipotizza che l'immunoglobulina G (IgG) nel sangue della madre possa attraversare la placenta, penetrare all'interno del cervello del feto, reagire contro le proteine cerebrali e provocare l'autismo. La teoria è collegata all'ipotesi delle malattie autoimmuni, tranne per il fatto che si concentra sugli anticorpi materni e non su quelli del bambino. Uno studio del 2008 ha scoperto che questi anticorpi si attaccano alle cellule cerebrali del feto, cosa che si verifica più comunemente nelle madri dei bambini affetti da autismo regressivo. Un altro studio sempre del 2008 ha provato che i Macaca mulatta esposti durante la gravidanza all'IgG dalle madri di bambini con l'ASD hanno dimostrato stereotipia, uno dei tre principali sintomi dell'autismo.

### Diabete in gravidanza
Il fatto che la madre soffra di diabete durante la gravidanza, può costituire un serio rischio di autismo per il nascituro; uno studio del 2009 ha scoperto che il diabete in gravidanza può addirittura causare un rischio del doppio. Ma sebbene il diabete causi disturbi ormonali, disturbi al metabolismo e stress ossidativo, non è stato provato nessun meccanismo biologico che associ il diabete in gravidanza al rischio di autismo.

### Teratogeni
I teratogeni sono agenti ambientali che causano le malformazioni presenti fin dalla nascita. Alcuni agenti noti per causare delle anomalie nei neonati sono stati associati ad un maggiore rischio di autismo. Questo include l'esposizione dell'embrione alla talidomide, all'acido valproico o al misoprostol. Questi casi però sono rari. Ci si è anche chiesto se l'etanolo contribuisca all'aumento del rischio, come per quanto riguarda la sindrome alcolica fetale o le malformazioni dei neonati correlate all'alcool, ma finora non ci sono prove sufficienti per affermare che l'etanolo aumenti realmente il rischio di autismo. Tutti i teratogeni noti appaiono nelle prime otto settimane a partire dal concepimento e, nonostante questo non escluda la possibilità che l'autismo possa apparire o colpire in seguito, è molto più comune che l'autismo si manifesti fin dall'inizio dello sviluppo.

### Fitofarmaci
Uno studio del 2007 realizzato dal California Department of Public Health ha scoperto che le donne che vivono presso campi irrorati con fitofarmaci quali il dicofol e l'endosulfano nelle prime otto settimane di gravidanza hanno diverse probabilità in più di dare alla luce bambini autistici. Il collegamento sembra aumentare con la vicinanza e diminuire con la distanza tra il campo e la dimora. Le scoperte di questo studio calcolano che circa il 7% dei casi di autismo nella California Central Valley siano connessi con l'esposizione agli insetticidi. Questi risultati sono però statisticamente poco significativi, a causa del ridotto numero di donne e bambini coinvolti e dell'assenza di prove derivanti da altri studi. Non si sa se questi insetticidi siano teratogeni nei confronti dell'uomo, sebbene sia stato provato che l'endosulfano causi effetti teratogeni significativi nei ratti di laboratorio.
Uno studio del 2005 ha mostrato che l'esposizione prenatale agli insetticidi organofosfati, come il diazinone e il chlorpyrifos, può causare l'autismo nei bambini geneticamente vulnerabili. Molti altri studi dimostrano la dannosità di questi agenti per quanto riguarda lo sviluppo neurologico, anche a livelli di esposizione relativamente bassi.

### Problemi alla tiroide
I problemi alla tiroide che portano alla deficienza della tiroxina nella madre nelle prime 8–12 settimane di gravidanza sono stati accusati di produrre dei cambiamenti nel cervello del feto che porterebbero all'autismo. Le deficienze alla tiroxina possono essere causate da una dieta povera di iodio e da agenti ambientali che interferiscono con l'assorbimento di iodio o agiscono contro gli ormoni tiroidei. Tali agenti ambientali comprenderebbero i flavonoidi nel cibo, il fumo del tabacco e la maggior parte degli erbicidi. In ogni caso, queste ipotesi non sono state provate. Un'altra ipotesi collegata, anch'essa non provata, riguarda il fatto che l'esposizione ai fitofarmaci possa interferire con lo iodio presente nel corpo materno durante la gravidanza e provocare l'autismo nel bambino.

### Acido folico
Si è ipotizzato che l'acido folico preso in gravidanza possa giocare un ruolo importante nel ridurre il rischio di autismo andando a modificare l'espressione genica attraverso un meccanismo epigenetico. Neanche questa ipotesi è stata però provata.

### Stress
Lo stress prenatale, che può essere caratterizzato da eventi della vita quotidiana o da fattori ambientali che angosciano una donna incinta, potrebbe contribuire all'autismo, in particolare come parte di un'interazione tra i geni e l'ambiente. Si è affermato che l'autismo possa avere a che fare con lo stress prenatale grazie a degli studi che hanno esaminato diversi agenti stressanti, come la perdita del lavoro o un litigio familiare, con esperimenti naturali che coinvolgono l'esposizione prenatale a una tempesta. Infatti, studi sugli animali hanno testato che lo stress prenatale può far crollare lo sviluppo del cervello e produrre comportamenti molto simili ai sintomi dell'autismo.

### Testosterone fetale
La teoria del testosterone fetale ipotizza che livelli maggiori di testosterone nel liquido amniotico delle madri possano spingere lo sviluppo del cervello verso spiccate abilità nel riconoscere i modelli e analizzare i sistemi complessi, mentre, allo stesso tempo, diminuiscono la capacità di comunicazione e l'empatia, e accentuano i tratti maschili che sovrasterebbero quelli femminili. Una ricerca a proposito ha pubblicato diversi articoli, che affermano che alti livelli di testosterone fetale possono produrre comportamenti di grande rilievo, già visti nel caso dell'autismo.
La teoria e le conseguenti scoperte sono però controverse, e molti studi contraddicono l'idea che bambini e bambine rispondano in maniera differente alle persone e agli oggetti.

### Ultrasuoni
Uno studio del 2006 ha scoperto che un'esposizione sostenuta degli embrioni di topo agli ultrasuoni causa un piccolo, ma statisticamente significativo numero di neuroni che non assumono la posizione corretta durante lo sviluppo neurologico. È altamente improbabile che questo risultato si rivolga direttamente ai rischi di ultrasuoni nel feto per quanto riguarda le azioni che vengono praticate in centri medici competenti e responsabili.
Anche in questo caso, non c'è nessuna prova scientifica che testimoni un collegamento tra l'esposizione prenatale agli ultrasuoni e l'autismo, ma ci sono talmente pochi dati sull'esposizione dei neonati agli ultrasuoni diagnostici che l'assenza di una ricerca epidemiologica recente e di dati umani in questo campo è stata definita "spaventosa".

## Contesto perinatale
L'autismo è associato ad alcune condizioni perinatali e ostetriche. 
Un esame del 2007 sui fattori di rischio ha scoperto un collegamento con le condizioni ostetriche, che include un basso peso alla nascita, la durata della gravidanza e l'ipossia al momento della nascita.
Questo collegamento non dimostra una relazione di causa-effetto, ma c'è un'altra causa che spiega sia l'autismo sia tali condizioni associate.
Uno studio del 2007 sui neonati prematuri ha scoperto che coloro che sopravvivono a un'emorragia cerebellare sono molto più propensi a manifestare i sintomi dell'autismo.

## Contesto postnatale
Negli anni, sono stati proposti un gran numero di ipotetici fattori causali postnatali, tra cui problemi gastrointestinali, problemi al sistema immunitario, allergie e l'esposizione dei bambini a droga, vaccini, infezioni, alcuni tipi di cibo o metalli pesanti.
Il ruolo reale di questi fattori ipotetici non è però stato confermato da studi scientifici affidabili, e sono anzi stati spesso espressamente dimostrati come infondati.
Alcune di tali ipotesi vengono tuttora sostenute in determinati ambiti della medicina alternativa, ove possono essere associate anche alla proposta di "pseudoterapie", che sono in realtà prive di alcuna efficacia dimostrata.
L'argomento dei fattori causali postnatali resta controverso, e al momento si stanno svolgendo ulteriori ricerche a proposito del ruolo dei fattori ambientali.

### Mercurio
Questa teoria ipotizza che l'autismo sia associato con l'avvelenamento da mercurio, basato su una somiglianza tra i sintomi e sulla presenza di mercurio o delle sue componenti in alcuni bambini autistici. La principale fonte di esposizione umana al mercurio organico si trova attraverso l'assunzione di pesce, mentre per il mercurio inorganico si trova attraverso l'amalgama dentale. Possono verificarsi anche altre forme di esposizione, come nei cosmetici o nei vaccini. Finora, l'associazione tra autismo ed esposizione al mercurio dopo la nascita è un legame indiretto, dato che non c'è stato nessun vero e proprio test a dimostrarlo.
Uno studio del 2003 ha riportato che le quantità di mercurio prelevate da campioni di capelli appartenenti al primo taglio di capelli di bambini autistici erano più basse di un qualsiasi gruppo di bambini sani; però, un'analisi successiva basata su due altri studi ha scoperto che non c'erano prove a sufficienza per affermare che il livello di mercurio nei capelli sia più basso nei bambini autistici, ma gli autori hanno concluso dicendo che non c'era nessun collegamento tra il mercurio e l'autismo. Uno studio del 2006 ha scoperto un sottile legame tra l'autismo e le emissioni di mercurio nell'ambiente, da piante dotate di carbone; questo studio ha utilizzato i dati della contea del Texas e non ha fatto una distinzione tra esposizione prenatale e postnatale. Un ulteriore studio del 2009 ha scoperto un simile legame tra il tasso di autismo e la distanza dalle fonti di mercurio industriali del Texas.

### Vaccini
Nonostante non ci sia nessuna prova sul fatto che l'autismo possa essere provocato dai vaccini o da qualsiasi additivo utilizzato all'interno dei vaccini stessi, e che gli studi che lo asserivano si siano dimostrati completamente errati e con dati pesantemente manipolati, alcuni genitori sono preoccupati all'idea che il vaccino possa essere un rischio, a causa delle numerose e infondate teorie pseudoscientifiche elaborate a proposito. Per esempio, alcuni genitori indugiano o evitano del tutto di immunizzare i propri bambini sulla base di tali infondate teorie pseudoscientifiche, esponendoli così in realtà a rischi sanitari gravissimi e concreti. Poiché malattie come il morbillo possono invece causare gravi problemi medici, o addirittura la morte, il rischio che un bambino muoia o soffra di gravi problemi di salute poiché non si è vaccinato è decisamente molto maggiore in confronto al trascurabile rischio clinico legato alle vaccinazioni.
Le diverse ricerche al riguardo hanno evidenziato come i diversi vaccini non possono causare l'autismo.

#### Thimerosal
L'ipotesi più nota che coinvolgeva mercurio e autismo è probabilmente quella che riguardava l'uso del Thimerosal, un composto a base di mercurio che era uno dei componenti della maggior parte dei vaccini per bambini nei Paesi sviluppati. Non c'è nessuna prova scientifica che testimoni una connessione causale tra il thimerosal e l'autismo, ma l'infondata preoccupazione dei genitori a proposito delle controversie sul Thimerosal ha portato a una riduzione dei bambini vaccinati e al conseguente aumento del contagio di diverse malattie infettive nei bambini, con conseguenze sanitarie anche potenzialmente gravi.. In realtà, i genitori possono associare erroneamente le vaccinazioni all'esordio dell'autismo, per il semplice fatto che i primi sintomi dell'autismo si sviluppano intorno all'età in cui i bambini vengono vaccinati. A causa di queste preoccupazioni, poi rivelatesi infondate, nel corso degli anni Novanta il thimerosal fu comunque completamente eliminato o ridotto drasticamente dalle vaccinazioni infantili che lo contenevano; nonostante questo, il tasso di autismo ha continuato ad aumentare negli anni successivi, a dimostrazione dell'infondatezza dell'ipotesi del mercurio/thimerosal come presunta causa dell'autismo.

#### La frode scientifica della falsa ipotesi vaccinale
La vecchia ipotesi, ora del tutto disconfermata, che il vaccino "MMR" contro morbillo, orecchioni e rosolia (dall'inglese measles, mumps, rubella, MMR), potesse essere una delle presunte cause dell'autismo, è stata a lungo dibattuta prima che diventasse evidente che i dati su cui si basava erano stati pesantemente manipolati con intento fraudolento.
Un articolo del 1998 di Andrew Wakefield,  poi rivelatosi completamente errato, riportava uno studio condotto su 12 bambini che soffrivano di autismo, che a dire degli autori si sarebbe manifestato in alcuni casi dopo tale vaccinazione. L'articolo si rivelò in seguito essere un falso, con dati pesantemente scorretti e manipolati, ed emerse che Wakefield aveva preso di nascosto del denaro per fare apposta quelle false affermazioni, e realizzare, così, artificiosamente, una fraudolenta campagna di raccolta fondi.
Nel 2004, l'idea della presunta relazione tra il vaccino MMR e l'autismo, priva di alcuna conferma indipendente, fu quindi formalmente ritrattata da dieci dei dodici collaboratori di Wakefield. Questa decisione ha seguito un approfondimento del Sunday Times, che ha affermato che Wakefield "ha agito in maniera disonesta e irresponsabile". I Centri per la prevenzione e il controllo delle malattie, l'Istituto di Medicina della 'National Academy of Sciences degli Stati Uniti e il National Health Service del Regno Unito hanno concluso che non è scientificamente provato un legame tra il vaccino MMR e l'autismo.
Nel luglio del 2007 Andrew Wakefield e i suoi collaboratori John Walker-Smith e Simon Murch sono stati accusati di cattiva condotta dal General Medical Council, ed accusati di aver agito "disonestamente e irresponsabilmente". È stato dichiarato che il trio ha agito in maniera decisamente poco etica nella preparazione della ricerca a proposito della sicurezza del vaccino MMR. Wakefield cercò di negare ogni tipo di evidenza nei suoi confronti. Nel febbraio del 2009 il Sunday Times riportò che Wakefield aveva manipolato i dati dei pazienti, e riportato i risultati scorretti nel suo articolo del 1998, creando "ad arte" il presunto collegamento con l'autismo.. Wakefield fu licenziato dal suo ospedale.
Nel 2009, la Corte Federale dei Vaccini statunitense ha respinto con forza lo studio che aveva erroneamente affermato che fosse il vaccino MMR a causare l'autismo, definendolo "una manovra speculativa e poco convincente".
Nel febbraio del 2010, The Lancet, che aveva originariamente pubblicato lo studio manipolato di Wakefield, lo ha completamente ritrattato, dopo che una revisione indipendente scoprì che lo studio era pieno di errori e difetti.
Nel maggio 2010, al termine delle indagini del General Medical Council, Wakefield è stato espulso dall'Albo dei Medici, per via del suo comportamento "disonesto, fuorviante e irresponsabile", nel corso di "numerosi gravi episodi di cattiva pratica professionale".

### Malattia autoimmune
Questa teoria suppone che gli autoanticorpi che prendono di mira il cervello o elementi che compongono il metabolismo del cervello possono provocare l'autismo. È strettamente collegata alla teoria delle infezioni materne, tranne per il fatto che stabilisce che l'effetto sia causato dagli anticorpi dello stesso individuo, probabilmente a causa di un agente ambientale che colpisce dopo la nascita. È anche collegata alle molte altre cause ipotizzate; ad esempio, si pensa che le infezioni virali provochino l'autismo attraverso un meccanismo autoimmune.
Le interazioni tra il sistema immunitario e il sistema nervoso hanno inizio a partire dalla nascita dell'embrione, e il successo dello sviluppo neurologico dipende da un'equilibrata risposta immunitaria. È possibile che l'attività immunitaria aberrante che si svolge nei periodi critici dello sviluppo neurologico faccia parte del meccanismo scatenato da alcune forme di ASD. Una piccola percentuale dei casi di autismo è associata alle infezioni, che colpiscono solitamente prima della nascita. I risultati che hanno fatto seguito agli studi sul sistema immunitario si sono mostrati piuttosto contraddittori. Sono state trovate alcune incongruenze in certi sottogruppi e alcune di queste si sono ripetute. Non si sa se queste incongruenze siano rilevanti per quanto riguarda la patologia dell'autismo causata, ad esempio, da infezioni o da malattie autoimmuni o se siano semplicemente secondari al decorso della malattia. Poiché gli autoanticorpi sono stati trovati anche in altre malattie oltre all'ASD e non sempre sono presenti nell'ASD, il legame tra i disturbi immunitari e l'autismo rimangono poco chiari e controversi.

### Infezioni
Diversi studi hanno studiato l'ipotesi di un eventuale collegamento tra infezioni virali post-natali e autismo. I ratti di laboratorio infettati dal virus della malattia di Borna mostrano alcuni sintomi simili a quelli dell'autismo, ma le analisi del sangue sui bambini autistici non hanno evidenziato alcuna infezione da parte di questo virus. I membri della famiglia degli Herpesvirus possono giocare un ruolo importante nell'autismo, ma finora non ci sono prove scientifiche che possano testimoniarlo. Per molto tempo si è avuto il sospetto che i virus scatenassero malattie come la sclerosi multipla, ma è difficile dimostrare che i virus possiedano un ruolo diretto in queste malattie e che le infezioni stesse possano provocare l'autismo.

### Igiene eccessiva
L'ipotesi dell'igiene è in un certo senso l'opposto di quella riguardante le infezioni virali: suppone che se un bambino, nella sua prima infanzia, non viene sufficientemente esposto ai microbi e ai parassiti, rischia l'autismo. Questa ipotesi si basa su alcune somiglianze tra l'autismo e l'asma e altri disturbi autoimmuni i quali si pensa possano essere provocati dall'igiene: ad esempio, l'autismo e l'asma colpiscono maggiormente i bambini rispetto alle bambine, coloro che abitano in zone urbane rispetto a coloro che abitano in zone rurali e sono inoltre associate all'aumento della circonferenza della testa. In ogni caso, quest'ipotesi non è stata scientificamente provata.

### Stress ossidativo
Questa teoria ipotizza che la tossicità e lo stress ossidativo potrebbero in alcuni casi provocare l'autismo. Elementi a supporto comprendono effetti genetici sulle sequenze metaboliche, ridotte capacità antiossidanti e cambiamenti all'interno degli enzimi; tuttavia, la dimostrazione globale è più labile rispetto a quanto non lo sia il coinvolgimento dello stress ossidativo in disturbi come la schizofrenia. Una delle teorie è che lo stress danneggi le cellule di Purkinje del cervelletto dopo la nascita, ed è possibile che sia coinvolto il glutatione.

### Neuroni dell'amigdala
Questa teoria ipotizza che un fallimento nel primo sviluppo coinvolgente l'amigdala si ripercuota sullo sviluppo delle zone corticali che fanno da tramite con la percezione sociale nel campo visivo. L'idea è che questo fattore sia coinvolto soltanto nella conoscenza e nella cognizione sociale, e che le mancanze in questo campo siano rilevanti nel provocare l'autismo.

### Neuroni specchio
Recenti ricerche condotte su soggetti autistici potrebbero suffragare un'ipotesi di relazione tra l'autismo e un non adeguato funzionamento dei neuroni specchio.

### Locus ceruleus e noradrenalina
Questa teoria ipotizza che i comportamenti autistici possano dipendere, almeno in parte, da una disfunzione dello sviluppo che alteri il funzionamento del Locus ceruleus e del sistema noradrenergico. Questo sistema è pesantemente coinvolto nella modulazione dei processi attentivi; infatti, è collegato ai meccanismi cerebrali relativi all'apprendimento ed uso degli stimoli ambientali.

### Mancanza di vitamina D
Questa teoria ipotizza che l'autismo possa essere causato dalla mancanza di vitamina D, e che il recente aumento di casi di autismo diagnosticati sarebbero dovuti al consiglio dei medici di evitare il sole. Tale teoria non è mai stata testata scientificamente.

### Piombo
Il saturnismo (eccesso di piombo nel sangue) è stato proposto come uno dei possibili fattori di rischio dell'autismo, poiché si è notato che i livelli di piombo presenti nel sangue dei bambini autistici sarebbero più alti del normale. Le abitudini alimentarie atipiche dei bambini autistici, insieme ai casi di picacismo, rendono però difficile capire se l'aumento del livello di piombo sia una causa o una conseguenza dell'autismo.

### Leaky Gut Syndrome
I genitori hanno riportato la presenza di disturbi gastrointestinali nei bambini autistici, pertanto molti studi hanno fatto il possibile per scovare eventuali legami tra autismo e intestino. Il tanto discusso articolo di Wakefield supponeva, tra le altre cose, anche la possibilità che alcuni disturbi intestinali possano permettere agli antigeni di penetrare nel flusso sanguigno attraverso il cibo e che possano contribuire alle disfunzioni cerebrali. Nonostante Wakefield avesse in seguito proposto il termine di enterocolite autistica, la metodologia dei suoi studi fu pesantemente criticata, i risultati non furono replicati da altri gruppi e Wakefield fu accusato di aver manipolato i dati dei pazienti.
Non c'è nessuna ricerca scientifica che provi che i bambini autistici abbiano più probabilità di soffrire di disturbi gastrointestinali rispetto ai bambini sani. Uno studio del 2008 ha scoperto che i bambini autistici non hanno più peptidi nella loro urina dei bambini sani, cosa che ha fatto nascere dei dubbi sulla teoria del Leaky Gut (ossia la perdita d'impermeabilità del Colon).
Un altro esempio è rappresentato da uno studio del 1998 su soli tre bambini con l'ASD, curati con infusioni di secretina, e che avevano riportato funzioni gastrointestinali alterate oltre ad un drastico cambiamento nel loro comportamento; cosa che fece ipotizzare un possibile legame tra la funzione gastrointestinale e quella cerebrale nei bambini autistici (nonostante il basso numero di pazienti fosse statisticamente del tutto insignificante). Dopo questo studio, e seppur in assenza di altre evidenze scientifiche, molti genitori si misero alla ricerca dei trattamenti alla secretina, e cominciò a svilupparsi un mercato nero per la vendita dell'ormone. In ogni caso, numerosi studi successivi hanno stabilito con chiarezza che la secretina non è efficace né utile nella cura dell'autismo.

### Paracetamolo
Uno studio del 2008 basato su un sondaggio tra i genitori ha presentato la possibilità che il paracetamolo sia associato allo sviluppo dell'autismo nei bambini tra il primo e il quinto anno di età. Gli effetti, però, non sono stati confermati. A favore dell'ipotesi si trova il fatto che negli Stati Uniti il paracetamolo ha cominciato a sostituire l'aspirina nei bambini intorno agli anni ottanta, più o meno lo stesso periodo in cui il numero di casi di autismo noti è veritiginosamente aumentato. In ogni caso, un'ascesa simile si è verificata in Francia, dove i bambini continuavano però ad assumere l'aspirina.

### Pioggia
Si è ipotizzato che la piovosità ambientale, o altri agenti associati ad essa, agisca insieme ad una predisposizione genetica provocando l'autismo. Uno studio del 2008 ha rilevato che le precipitazioni atmosferiche sarebbero correlate all'autismo, esaminandone l'incidenza in California, Oregon e Washington. È però possibile che chi non è esperto del settore possa travisare questa correlazione, che potrebbe non fornire in realtà alcuna indicazione utile in merito alle cause dell'autismo.

### Affetto dei genitori
Bruno Bettelheim credeva che l'autismo avesse a che fare con i traumi della prima infanzia e le sue ricerche hanno influenzato la sfera medica e popolare per decenni. I genitori, in particolar modo le madri, di figli unici colpiti dall'autismo venivano accusati di essere gli artefici delle condizioni del proprio figlio, a causa della loro scarsa competenza emotiva (teoria della "madre frigorifero"). Leo Kanner, che fu il primo a descrivere l'autismo, supponeva che la freddezza emotiva dei genitori potesse contribuire alla genesi dell'autismo. Sebbene Kanner avesse alla fine rinunciato alla teoria, Bettelheim vi mise un'enfasi quasi esclusiva, sia nelle sue pubblicazioni mediche che in quelle popolari. I trattamenti basati su queste specifiche teorie non aiutarono i bambini autistici, e addirittura, dopo la morte di Bettelheim, emerse che la percentuale di tali cure che avrebbero mostrato esiti positivi (circa l'85%) non era altro che un dato scorretto..
L'errata enfasi del passato sulle originarie ipotesi Kanneriane non deve però confondersi con la corretta valutazione dei diversi trattamenti psicologici e psicoterapeutici che sono stati scientificamente validati (come l'ABA, ed altri), e che sono mirati a intervenire in maniera clinicamente efficace e verificata sui sintomi dell'autismo.
La teoria di Bettelheim, dimostratasi priva di fondamento ed errata con il proseguire degli studi sull'autismo, è tristemente famosa per essere stata la causa di suicidi di diverse madri con figli autistici che si ritenevano responsabili della patologia.

### Altre teorie psicogenetiche
Le teorie psicogenetiche classiche di derivazione Kanneriana sono generalmente divenute piuttosto impopolari, in particolar modo da quando gli studi sui gemelli hanno dimostrato che l'autismo è altamente ereditario. Tuttavia, alcune ricerche hanno rilevato come alcune profonde privazioni relazionali e socioaffettive possano manifestarsi con conseguenze e caratteristiche "quasi-autistiche", pur senza anomalie neuroanatomiche (ad esempio, nel caso di bambini istituzionalizzati precocemente in contesti con scarsi e disfunzionali stimoli socio-cognitivi ed emotivo-relazionali, come in certi vecchi orfanotrofi o simili).
Altre analisi hanno invece ipotizzato che bambini geneticamente predisposti all'autismo potrebbero eventualmente sviluppare "atteggiamenti autistici" in risposta ad eventi traumatici, come ad esempio la nascita di un fratello.